# Élection gouvernorale dans l'oblast de Sakhaline de 2024
L'élection gouvernorale dans l'oblast de Sakhaline de 2024 a lieu le 8 septembre 2024 lors des infranationales russes afin d'élire le gouverneur  de l'oblast de Sakhaline, l'un des oblasts de la fédération de Russie.

## Contexte

### National
L'actualité russe est marquée par l'invasion russe de l'Ukraine depuis 2022 ainsi que par la réélection de Vladimir Poutine en mars 2024, élection considérée comme non-libre. Le principal dirigeant de l'opposition russe, Alexeï Navalny, emprisonné depuis 2021, meurt en détention en février 2024.

### Régional
En septembre 2018, le gouverneur de l'oblast de Sakhaline, Oleg Kojemiako, a été nommé gouverneur par intérim du kraï du Primorié après une crise politique qui a suivi l'élection du gouverneur de 2018 et la démission de l'ancien gouverneur par intérim Andreï Tarassenko. Vera Chtcherbina, présidente du gouvernement de l'oblast de Sakhaline, a exercé les fonctions de gouverneur par intérim jusqu'en décembre 2018, date à laquelle le président d'Atomstroyexport, Valery Limarenko, a été nommé à sa place par le président Vladimir Poutine.
Limarenko, bien qu'il soit membre du parti Russie Unie, s'est présenté pour un mandat complet en tant qu'indépendant et a été confronté à un défi animé de la part du membre communiste de la Douma d'État du kraï du Primorié, Alekseï Kornienko. Svetlana Ivanova, ancienne membre de la Douma d'État et vice-présidente du poste de gouverneur en 2015, n'a pas réussi à obtenir le soutien du KPRF et s'est présentée comme indépendante, mais n'a pas réussi à passer le filtre municipal. Limarenko a remporté l'élection de septembre 2019 avec 56,14 % des voix, Korniïenko se classant deuxième avec 24,21 %. C'était l'élection de gouverneur la plus serrée des infranationales de 2019.
En avril 2024, lors d'une réunion avec le président Vladimir Poutine, le gouverneur Limarenko a annoncé son intention de briguer un second mandat et a reçu le soutien de Poutine.

## Système électoral
Le gouverneur est élu au scrutin uninominal majoritaire à deux tours pour un mandat de cinq ans. Est déclaré élu le candidat ayant recueilli la majorité absolue au premier tour. À défaut, les deux candidats arrivés en tête s'affrontent au second tour, et celui recueillant le plus de voix l'emporte.

## Candidats
En Bachkirie, les candidats ne peuvent être nommés que par des partis politiques enregistrés. Le candidat à la tête de la république doit être citoyen russe et âgé d'au moins 30 ans. Les candidats à la tête ne doivent pas avoir de citoyenneté étrangère ni de permis de séjour. Chaque candidat, pour être inscrit, doit recueillir au moins 10% des signatures des membres et chefs de municipaliés. En outre, les candidats auto-désignés devraient recueillir 0,5 % des signatures des résidents de l'oblast de Sakhaline. Les candidats présentent également 3 candidatures au Conseil de la fédération et le vainqueur de l'élection nomme plus tard l'un des candidats présentés.

### Déclarés
- Pavel Achikhmine (KPRF), membre de la Douma de l'oblast de Sakhaline (2022-présent)[8];
- Valery Limarenko (Russie unie), gouverneur sortant de l'oblast de Sakhaline (2018-présent)[6].

## Résultats
| Candidats                | Candidats        | Partis                  | Votes | %   |
| ------------------------ | ---------------- | ----------------------- | ----- | --- |
|                          | Valery Limarenko | Russie unie             |       |     |
|                          |                  | Parti communiste        |       |     |
|                          |                  | Parti libéral-démocrate |       |     |
|                          |                  | Russie juste            |       |     |
|                          | Autres candidats |                         |       |     |
|                          |                  |                         |       |     |
| Votes valides            |                  |                         |       |     |
| Votes blancs et nuls     |                  |                         |       |     |
| Total                    | Total            | Total                   |       | 100 |
| Abstention               |                  |                         |       |     |
| Inscrits / participation |                  |                         |       |     |